# Bronisława Dłuska
Bronisława Dłuska (ur. 28 marca 1865 w Warszawie, zm. 15 kwietnia 1939 tamże) – polska lekarka, pierwsza polska ginekolog, działaczka społeczna, niepodległościowa i kobieca. 

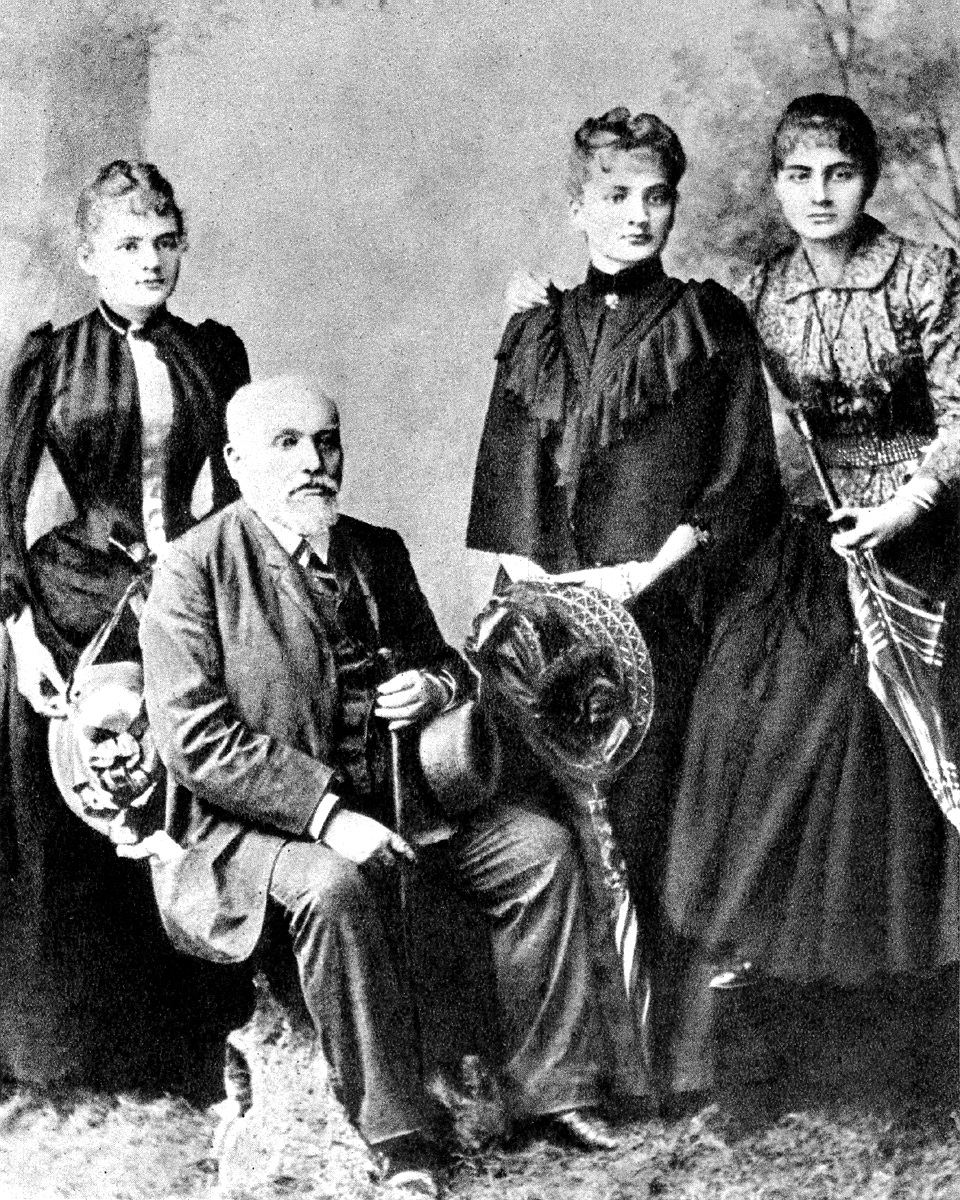
Władysław Skłodowski oraz od lewej, Maria, Bronisława, Helena (1890)

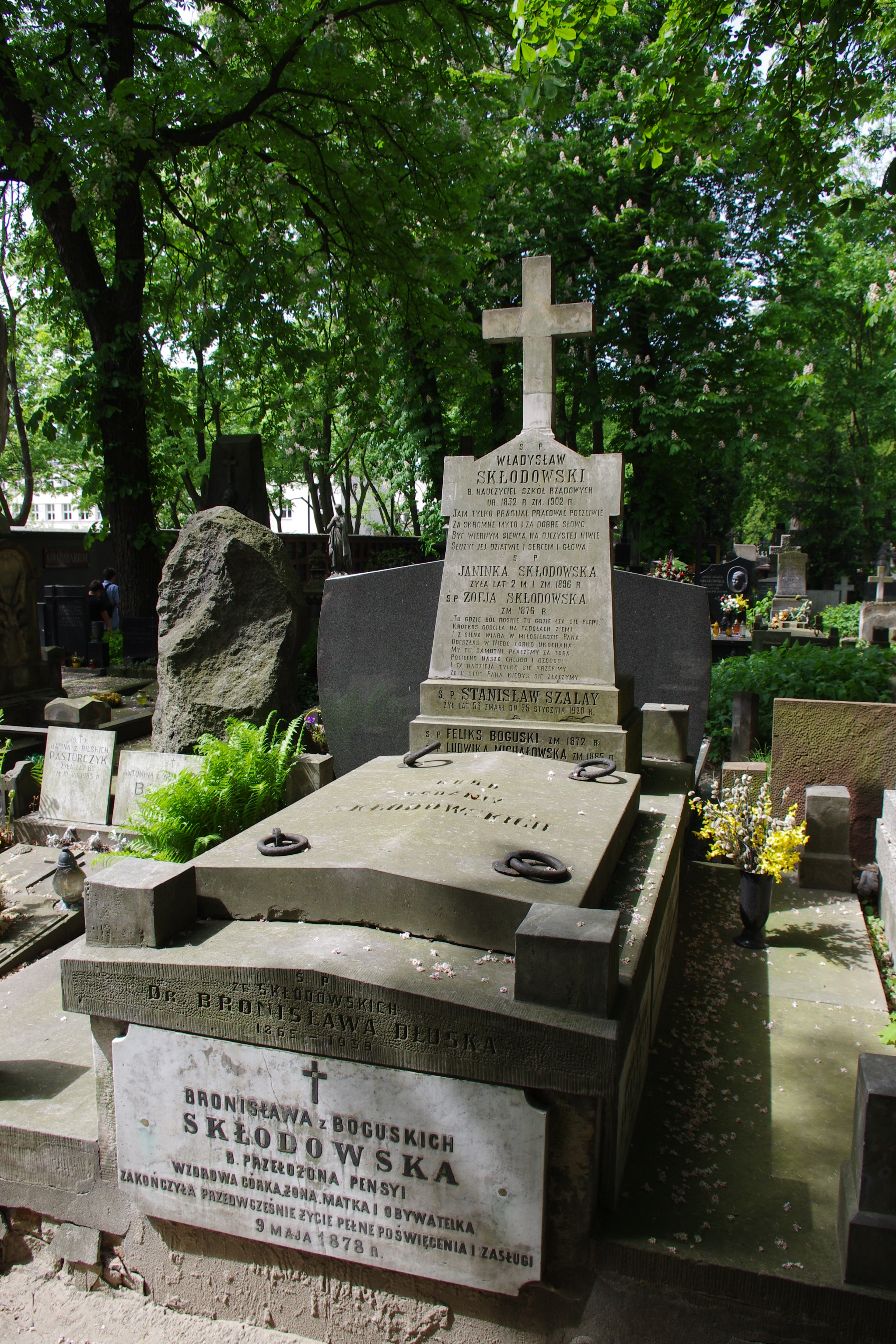
Grobowiec Skłodowskich na Starych Powązkach

## Życie i działalność
Urodziła się w nauczycielskiej rodzinie Skłodowskich h. Dołęga, zaliczanej do drobnej szlachty. Dziadek Józef Skłodowski był szanowanym lubelskim pedagogiem. Ojciec Władysław Skłodowski był nauczycielem matematyki i fizyki oraz dyrektorem kolejno dwóch warszawskich gimnazjów męskich, prowadził również w domu stancję dla chłopców. Matka zaś, Bronisława z Boguskich, była przełożoną warszawskiej pensji dla dziewcząt z dobrych domów. Chorowała na gruźlicę i zmarła w 1878 roku. Ojciec był ateistą, matka zaś religijną katoliczką. Jej młodszymi siostrami były Helena Skłodowska-Szalay i Maria Skłodowska-Curie. Miała starszego brata Józefa Skłodowskiego.
Po wstępnej edukacji w Polsce wyjechała z Marią Rakowską w 1885 roku do Paryża studiować medycynę, zaś jej siostra Maria została w kraju i starała się wspomagać finansowo siostrę dorabiając korepetycjami. Około 1890 roku Bronisława wyszła za mąż za działacza Polskiej Partii Socjalistycznej Kazimierza Dłuskiego i zaprosiła Marię do siebie. Dłuski ukończył w Paryżu  nauki polityczne i medycynę. W 1891 r. Bronisława ukończyła studia medyczne, ale aby móc praktykować jako lekarz musiała uzyskać doktorat. Dysertację doktorską, pod kierunkiem Adolphe’a Pinarda – prekursora opieki perinatalnej i prenatalnej – obroniła w lipcu 1894 r. i otworzyła gabinet lekarski w 9. dzielnicy Paryża. Paryskie mieszkanie Dłuskich było otwarte dla emigrantów politycznych z Polski, ich gośćmi był m.in.  Edward Abramowski, Stanisław Mendelson, Feliks Perl, Jan Lorentowicz, Bolesław Antoni Jędrzejowski, Stanisław Wojciechowski, Witold Jodko-Narkiewicz i Ignacy Mościcki. W 1892 roku urodziła im się córka Helena, później znana taterniczka, zaś w 1898 syn Jerzy. Obydwoje zmarli w młodym wieku: Jerzy zmarł w wieku pięciu lat na zapalenie opon mózgowych, zaś w 1921 Helena zatruła się gazem.
Po powrocie do kraju w 1902 roku Dłuscy stworzyli w Zakopanem sanatorium dla ludzi z chorobami płuc m.in. gruźlicą (od 1928 roku Sanatorium Wojskowe w Zakopanem, obecnie ośrodek wypoczynkowy Rewita w Kościelisku). Wykończenie sanatorium wspomogła finansowo siostra Dłuskiej Maria Skłodowska-Curie po otrzymaniu Nagrody Nobla. Sanatorium prowadzone przez Dłuskich przyjmowało podczas rewolucji 1905–1907 nieodpłatnie chorych i rannych bojowców PPS, a podczas I wojny światowej żołnierzy Legionów Polskich. W latach 1914–1918 Bronisława Dłuska była aktywistką zakopiańskiego koła Ligi Kobiet Galicji i Śląska. Dopomogła m.in. w założeniu i prowadzeniu ochronek dla dzieci legionistów w Zakopanem i Rabce. 
W niepodległej Polsce działała w latach 1918–1928 w Lidze Kobiet Polskich. Dłuscy w drugiej połowie lat 20. XX wieku otworzyli w podwarszawskim Aninie, przy obecnej ul. Michała Kajki, prewentorium przeciwgruźlicze. Nabyli także majątek na przedłużeniu obecnej Al. Wilanowskiej, który w 1922 roku przekazali robotniczemu Wydziałowi Wychowania Dziecka i Opieki nad Nim działającemu przy PPS. Po przewrocie majowym opowiedziała się po stronie sanacji i została w 1927 członkinią prezydium Demokratycznego Komitetu Wyborczego Kobiet Polskich (DKWKP), na czele z Zofią Moraczewską. W latach 1928–1935 działaczka Związku Pracy Obywatelskiej Kobiet. Była także członkinią i skarbniczką Zarządu Głównego ZPOK (1928–1934). Po śmierci męża i  zamknięciu w 1930 roku prewentorium w Aninie zaangażowała się na prośbę siostry Marii w budowę Instytutu Radowego, gdzie zamieszkała, aby nadzorować budowę. Podczas budowy do 1932 kierowała Instytutem Radowym przy ul. Wawelskiej w Warszawie. Po zainaugurowaniu w 1932 działalności Instytutu pierwszym jego dyrektorem został dr Franciszek Łukaszczyk, zaś Bronisława weszła w skład Towarzystwa Instytutu Radowego im. Marii Skłodowskiej-Curie pod przewodnictwem prof. Romana Nitscha, mającego wspomagać finansowo działalność Instytutu Radowego. W Towarzystwie pełniła do śmierci funkcję skarbnika.
Została pochowana w rodzinnym grobowcu Skłodowskich na cmentarzu Powązkowskim w Warszawie (kwatera 164-3-20,21).

## Ordery i odznaczenia
- Krzyż Komandorski Orderu Odrodzenia Polski (11 listopada 1937)[14]
- Złoty Krzyż Zasługi (dwukrotnie: 6 marca 1930[15], 10 listopada 1933[16])
- Medal Niepodległości (27 czerwca 1938)[17][18]